# アメリカ合衆国の歴史 (1980-1991)
本稿では1980年から1991年に掛けてのアメリカ合衆国の歴史を扱う。この時代には、ジミー・カーター政権の最後の1年間、ロナルド・レーガン政権の8年間、ジョージ・H・W・ブッシュ政権の前半2年間が含まれる。カーターはイランアメリカ大使館人質事件で汚点を付け、国内でも反対勢力の台頭に会って、再選を求めた1980年の大統領選挙では共和党のレーガンに敗北した。レーガンはその1期目の1981年と1982年の不況を経て、アメリカ経済を刺激することを目指した積極財政政策を採用した。その中には石油供給過剰に繋がる石油規制緩和があった。ソビエト連邦の指導者ミハイル・ゴルバチョフとは4度の首脳会談を行い、中距離核戦力全廃条約の調印にこぎつけた。これらの行動により冷戦の終結に向って加速させ、ブッシュ政権初期には冷戦が終わり、ベルリンの壁は取り除かれた。1987年にアメリカ史の中では2番目に大きな株式崩壊が起こった。これが1990年代初期不況の前兆になった。この期間では最大のスキャンダルはイラン・コントラ事件であり、イランに武器を販売し、その利益がCIAによってニカラグアの反共民兵組織「コントラ」の援助に流用されていたものである。

## 人口動態の変化とサンベルトの成長
1970年代の人口に関わる現象として最も広く議論されているのは、アメリカ合衆国の南西部と南東部、そして特にフロリダ州とカリフォルニア州を含む「サンベルト」の興隆だった。カリフォルニア州は1964年にニューヨーク州を抜いて、全米で最も人口の多い州になっていた。1980年までにサンベルトの人口は工業化の進んだ北東部や中西部を上回るようになった。北東部や中西部は人口の減少が始まっていた。サンベルトの興隆は1950年代以降続いていた郊外の成長の延長線上にあり、自動車の人気が高まるとともに移動性が向上したことが大きな原因だった。さらにサービス産業が勢いをつけ、製造業が衰える中で、北東部や中西部の工業州から新しい「フロンティア」への人口移動を演出することになった。
サンベルトの興隆は国内の政治地図を塗り替え、保守派が勢力を強めた。この成長する地域の好調感はいわゆるラストベルトの関心事と鋭く対立した。ラストベルトは高度に集中が進み、衰退する産業基盤に寄り掛かっており、数多い貧困少数民族集団が住んでいた。北東部と中西部は社会問題への関与が強いままであり、南部や西部の広く開け、都市から郊外に拡大する地域よりも規制された成長に大きな関心があった。これら地域の選挙動向はこの違いを反映していた。北東部と中西部は連邦、州および地方の選挙で民主党に投票する傾向を強め、南部や西部は共和党の強い基盤になっていった。
製造会社が都心部や都市圏中心から税が低く規制の少ない郊外にその工場や本社を移すにつれて、去っていった事業からの税収を自治体が失うために経済基盤が縮小すると見るものが多かった。国の主要都市圏の失業率が増大する中で、公共事業への需要が拡大する一方で税の基盤が縮小した。ニューヨーク市は1975年に破産寸前のところまで行った。
国の主要都市圏の財政問題は第二次世界大戦の終戦以来、国内の人口移動という広い状況の中で起こってきており、大都市は衰退する税収基盤への対処を強いられた。一方で保守派はリベラルな社会政策の失敗と考えるものに対する対立を強め、これをテーマに1980年の大統領選挙と1994年の中間選挙を進めて、40年間続いていた民主党によるアメリカ合衆国下院の支配を共和党が奪った。
1960年代のリベラルな指導者達は「偉大なる社会」や「公民権運動」の時代を象徴していたが、保守派民主党員でニューヨーク市長のエド・コッチのような1970年代の保守派都市政治家に国中で道を譲ることになった。

## レーガン革命

### デタントの拒否
1970年代はアメリカの自信を揺るがせた時代だった。ベトナム戦争とウォーターゲート事件は大統領への信頼感を損なった。1975年に南ベトナムが陥落し、1979年のイランアメリカ大使館人質事件は長引き、ソビエトによるアフガニスタン侵攻、国際テロの増加、および軍拡競争の拡大という国際的な憤懣のタネが続き、国際問題に対処する国の能力に疑問を生じさせた。国内ではエネルギー危機、高い失業率、急速なインフレと金利の上昇で経済計画を困難なものにし、アメリカの将来的な繁栄について基本的な疑問を投げかけることになった。
1979年にカーターが行った「自信の危機演説」でキーとなった言葉であるアメリカの「マレーズ」（無力感を引き起こすもの）は1970年代末と1980年代初期では根拠の無いものだった。ソビエト連邦はレオニード・ブレジネフの指導下で都市労働者の賃金を2倍にし、田園部労働者の賃金も約75％上げ、数百万戸の家族用アパートを建設し、大量の消費財と家庭電化製品を生産することで生活水準を改善した。ソビエト連邦の工業生産高は75％上昇し、石油と鉄鋼については世界最大の生産国になった。これにも拘らず、ブレジネフ政権後期のソビエト連邦は経済と政治の沈滞を経験していた。
海外で歴史の潮流はソビエト連邦有利に変わりつつあった。アメリカ合衆国が不況になりベトナムでは泥沼にはまり込んでいる一方で、特に第三世界の親ソビエト政権は大きく前進していた。アメリカ合衆国は北ベトナム軍がサイゴンを陥落させることを阻止できず、共産主義政府の下で独立ベトナムの統一を許すことになった。モスクワの後ろ盾を受けた共産主義運動が急速にアフリカ、東南アジアおよびラテンアメリカに広がっていた。ソビエト連邦はブレジネフ・ドクトリンに従ってアフガニスタンに派兵した。1979年のアフガニスタン侵攻は、NATOに対抗する東側のワルシャワ条約機構が始まって以来、その範囲外に軍隊を派遣した初めての機会となった。
アメリカが海外でも国内でも力を落としていると認識されたことに対して、「新保守主義」あるいは「ネオコンサバティズム」と呼ばれる、依然としてその多くは民主党員だった学界、ジャーナリスト、政治家および政策立案者の集団が1970年代（特に1972年ジョージ・マクガヴァンを大統領候補に指名した後）の防衛問題において民主党が左傾化したことに反逆し、国の国際政治姿勢が弱まったことについてリベラル派民主党員を糾弾もした。多くの者は民主党のヘンリー・"スクープ"・ジャクソン上院議員の周りに集まったが、後には親ソビエト共産主義勢力の拡大に対決することを約束したロナルド・レーガンおよび共和党と戦線を組んだ。
その主たる標的は共産主義の後退というよりも封じ込めという昔の政策だった。交渉、外交および武器制限を通じた和平が目指されたソビエト連邦との「デタント」（雪融け）が直接の標的となった。
ノーマン・ポドレツに指導されたネオコンサバティズムは、ネヴィル・チェンバレンがミュンヘンで交渉したことの謂いである「宥和政策」として冷戦における伝統的外交政策を攻撃した。彼等はアメリカ合衆国に比較的弱い敵に対する譲歩を「悪」の「宥和」であると見なし、「デタント」を攻撃して、ソビエト連邦を最恵国待遇とすることに反対し、第三世界におけるアメリカの一方的な介入を国際事情に関するアメリカの影響力を高める手段として支持した。レーガンが当選する以前に、ネオコンサバティズムは影響力を持ち、ベトナムにおける敗北やその結果として起こった東南アジアでの大きな犠牲によって生じた反戦感情を止めようとした。
1970年代、政治学者で後のレーガン政権では国連アメリカ大使になったジーン・カークパトリックが民主党への批判を強めていった。カークパトリックは以前のリベラル民主党派からネオコンサバティズムの概念に考え方を変えた。民主主義を受け容れることのできると考えられ、アメリカ合衆国の同盟者ではない権威主義独裁主義者と、頑固に変化を受け容れられないと見なす共産主義的かつ全体主義的独裁者の違いを示した。

### レーガンと1980年選挙

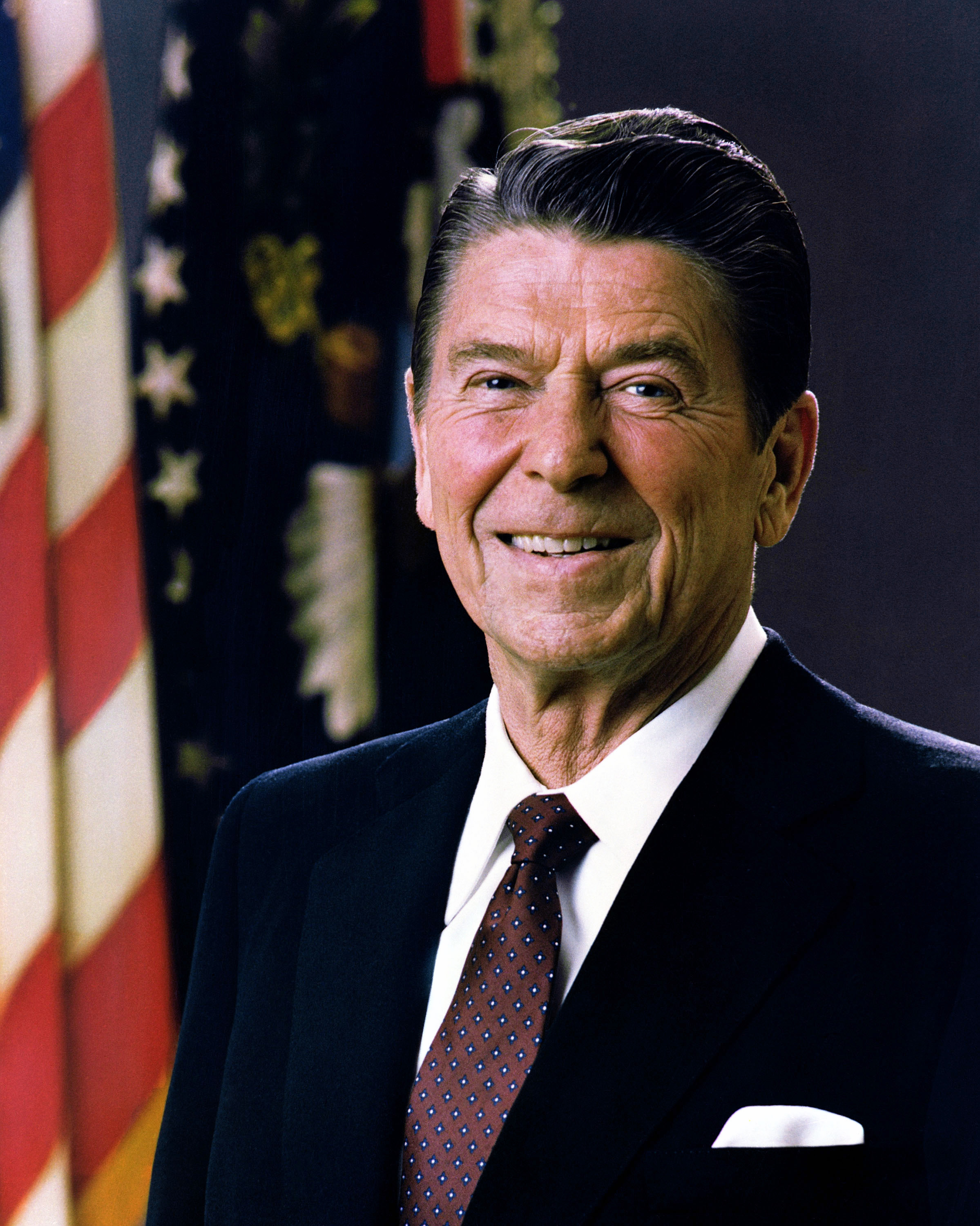
ロナルド・レーガン

保守的な感情が世に訴えてくるようになったことに加えて、ジミー・カーター大統領は1980年大統領選挙の予備選挙で、リベラルの象徴であるマサチューセッツ州のエドワード・ケネディ上院議員の挑戦を容易に斥けた時に、再選の見込が強くなった。経済のスタグフレーションと外交ではアメリカがソビエト連邦に対して弱腰であると認識される背景にあって、前カリフォルニア州知事のレーガンは予備選挙の大半を制して共和党の大統領候補指名を掴んだ。レーガンは、共同大統領という要素にもなりうるジェラルド・フォードについて前例の無いような妥協に失敗した後、予備選挙での主要な対抗馬だったジョージ・H・W・ブッシュを副大統領候補に選んだ。レーガンはその選挙運動中に、カーターの外交政策に関する弱点を明らかにするために、その外交助言者としてカークパトリックに頼った。
レーガンはベトナム戦争後のアメリカ外交政策が落ち着かないことを止め、国の軍事力を回復させることを約束した。供給面重視の経済によって経済の健全さを回復することも約束した。この政策はその副大統領候補ブッシュが「ブードゥー（魔術的）経済学」と言って非難していたことだった。しかしこれら全ての目標は理路整然とした経済政策とは相容れないものだった。
供給面重視の経済学者は、アメリカ経済の問題の大部分は過剰な課税の結果であると主張し、それが個人投資家から金を「締め出し」、そのために経済成長を阻害していると主張した。彼等の主張する解決策は民間の投資を奨励するために全体的な、特に上位所得層の減税を行うというものだった。
大衆、特にサンベルトの中流階級はレーガンの提案に同意し、1980年の選挙ではレーガンに投票した。批評家達はレーガンが連邦政府の援助計画を攻撃することは中流階級にアピールするために仕組まれたものであり、おそらく問題に直面している貧困家庭や少数民族には無関心だと非難した。1970年代の問題、例えばブレトン・ウッズ協定による国際金融秩序の破綻、1973年のエネルギー危機およびアメリカ製造業の衰退における国際的経済要素も指摘し、これらはアメリカ合衆国大統領の統制を超えていると指摘した。
1980年の大統領選挙はアメリカ政治の重要な転換点だった。それは郊外やサンベルトの新しい有権者勢力があることを示した。またタカ派外交政策に転ずる前兆にもなった。
第三の政党候補者、イリノイ州選出の連邦下院議員ジョン・B・アンダーソンは中道共和党員であり、選挙はうまくいかなかった。その選挙運動の主要問題は経済のスタグフレーション、国家安全保障に対する脅威、イランアメリカ大使館人質事件、およびアメリカの偉大な日は終わったことを示すように見える大衆の無力感だった。カーターはインフレーションの克服に無力であるように思われ、テヘランの人質救出には失敗していた。カーターはデタントを指向する補佐官を解任し、急速にソビエトと対決する姿勢に変えたが、レーガンはそれがあまりに些細で余りに遅すぎるといった。
選挙人選挙ではレーガンが489票を得たのに対し、カーターは49票しか得られず、レーガンの地滑り的大勝になった。共和党は民主党上院議員12人を破り25年ぶりに上院の多数派を取り戻した。一般選挙でのレーガンの得票は43,904,153票（投票総数の50.7％）であり、カーターは35,483,883票（同41.0％）だった。ジョン・アンダーソンは5,720,060票に過ぎなかった。

## レーガン政権
レーガンが大統領になって始めたことは前任者政策からの離脱に近い趣があった。レーガンは多くの仕事をその部下に委託し、政府の日常的な事の大半の処理は彼等に任せた。執行官としてのレーガンは広い主題を描き、有権者との強い個人的繋がりを作った。同じ共和党のリチャード・ニクソンとは異なり、行政府の瑣末事にはほとんど関心を示さず、部下に任せた。
1981年3月30日、レーガンはワシントンD.C.でジョン・ヒンクリーという精神障害の若者に銃で撃たれた（レーガン大統領暗殺未遂事件）。レーガンは病院に急送され、1週間後には回復した。副大統領のブッシュがレーガンの不在時の管理を行った。ヒンクリーは最終的に精神障害と判断され、刑務所ではなく精神病院に入れられた。

### レーガノミクスと1981年連邦予算
レーガンは社会のあらゆる分野に影響を与える経済回復を約束した。レーガンはこの目標を社会保障歳出の拡大と減税と規制緩和で達成できると提案した。批評家は、減税が政府歳入を減らして大きな赤字に繋がり、それが高金利に転換して経済的利益を抑え込んでしまうと批判した。レーガンとその支持者達は供給面重視の経済理論を取り入れ、減税によって経済成長を促すことで歳入を増やす、それによって連邦政府予算は1969年以来の平衡を取り戻すと主張した。
しかし、レーガンが1981年に作らせた経済関係法はその保守派支持有権者（通貨主義者、冷戦のタカ派、中流浮動有権者層および富裕層）を満足させるための競合的計画が混合したものだった。通貨主義者は通貨供給の締め付けによって宥められた。冷戦のタカ派、特にカークパトリックのようなネオコンサバティブは防衛予算の大きな増加を勝ち取った。富裕な納税者は個人の所得税（累進課税率が70％から50％に引き下げられた）でも法人税でも全面的な3年間の減税を引き出した。中流階級は年金と給付金が標的にされなかった。
社会保障歳出の拡大と減税と規制緩和で経済は拡大したが財政赤字と貿易赤字も拡大した。

### 1982年不況

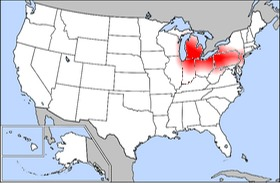
ラストベルト、地図の赤色の地域

1982年初期までにレーガンの経済計画は1979年に始まって続いていた不況という困難さに突き当たった。短期的にレーガノミクスの効果は赤字を急拡大させていた。政府の負債は通貨供給の締め付けと共に天井知らずの高金利となり（短期間だが20％ほどにもなった）、1982年には失業率10％の深刻な不況となった。「ラストベルト」（工業化の進んだ中西部と北東部）のある地域では、製鉄所などの工場が閉鎖され、事実上の不況状態に沈んだ。中西部などの家族経営農場の多くは高金利によって破滅し、大型の農業関連企業に身売りした。レーガンの財政政策によってインフレーションだけが即座に抑制された。レーガンの支持率は1982年不況の最悪期間に急落した。
この不況はレーガンの経済計画からはかなり以前の話である1970年代に遡り、リンドン・ジョンソン大統領の赤字予算と石油禁輸政策にその根源があった。さらにレーガン政権下のアメリカ合衆国経済の成果は、通貨主義管理の適用に固執してきていたイギリスのマーガレット・サッチャーのサッチャリズム（きつい通貨政策ときつい財政政策、これが不況下の中のデフレに繋がった）よりもかなり良いものだった。

### 景気回復
サッチャーとは異なり、レーガンは連邦準備制度の通貨締め付けと拡大的財政政策を組み合わせた。1982年不況に続いて、高い成長率（1982年から1988年の期間で年4.2％）に貢献した要因の1つは大きな政府支出だった。同時に行われた減税によって赤字額も急速に拡大した。
1982年から1983年に掛けての最悪の時期から回復したもう一つの要因は、1980年代半ばに石油生産量を上げたことによる石油価格の急落だった。これが燃料価格に対するインフラ懸念を終わらせた。石油輸出国機構カルテルの事実上の崩壊は、金利の低減や通貨供給拡大政策を要求し始めた保守的通貨主義経済学者を驚かせたことに、レーガン政権にその通貨締め付け政策からの政策転換を許した。実際にインフレーション（この時は制御可能と考えられた）に関する関心は、失業率や減退する投資に関するものに振り向けられた。
1983年年央までに、失業率は1982年の11％から8.2％まで低下した。国内総生産は1970年代半ばからでは最高となる3.3％成長した。インフレ率は5％未満となった。

### 赤字予算、ドルおよび貿易
1983年に始まった経済回復に続いて、レーガノミクスの中期的財政効果として、社会保障歳出の増大と軍事予算増大と減税のために歳出が常に歳入を上回り赤字を増やし続けた。税収は1970年代後半や1980年代初期に停滞していたことと比べれば増加していたが、急上昇する支出には及ばなかった。
アメリカ合衆国の歴史で最大となった1981年減税は、GDPの増大と比較して連邦政府の税収増大は少なかった。
アメリカ合衆国の財政赤字は、1980年の909,041Millions$から1988年には2,601,104Millions$に増大し、GDPに対する財政赤字は1980年の33.4％から1988年は51.9％に増大した。
赤字予算は経済刺激策としての価値があり、1982年以降のレーガン政権時代で景気回復に貢献したが、1980年代予算不足のその規模は金利を高止まりさせ、ドルの価値を過大評価のままとしたので、投資や輸出の面で苦しみ、結果的にアメリカの経常収支赤字を増大させた。
アメリカ合衆国の預金率は大変低かった（日本のそれのおよそ3分の1）ので、赤字は海外からの借金で補われ、数年間でアメリカ合衆国を世界最大の債権国から世界最大の債務国に転落させた。このことはアメリカの威信を傷つけただけでなく、アメリカ資本の輸出に頼ってきた戦後の国際金融システムに大きな変化も起こった。さらに1980年代にメディアや娯楽産業が株式市場や金融分野の魅力を伝えており（例えば1987年の映画『ウォール街』）、若者は製造分野ではなくブローカー、投資家および銀行家としてのキャリアを追求したので、失われた工業基盤が直ぐに回復することは無いと思わせるようになった。
赤字は金利を高止まりさせ、レーガン政権時代の通貨引き締め政策の中断のために初期の20％よりは低かったものの、依然として高くまた高くなる恐れがあった。連邦政府は多額の金を借りることを強いられたので、借入利子を押し上げていた。供給重視政策で高金利と法人税削減により投資が増加すると見ていたが、高金利の中では成長と投資が難しかった。1987年10月、突然株式市場が暴落した。しかし、連邦準備制度は通貨供給量を拡大することで応じ、世界恐慌の再来を回避した。
おそらくもっと危険だったのはレーガン時代の赤字で米ドルを過大評価のままにしていたことだった。ドルに対する高い需要があり（政府借款の大きな手段）、ドルは他の主要国通貨に対して過剰に強くなっていた。ドルが強くなるにつれて、アメリカの輸出品は急速に競争力を失い、代わって日本が最大の利益享受者になった。ドルが高いために外国人はアメリカ製品を買うことが難しく、アメリカ人に輸入品を買うことを奨励した。工業製品輸出部門にとっては米ドルが高すぎる価値になった。鉄鋼やその他重工業は労働組合から過剰な要求を受けたうえに日本の輸出品とは競合できないようにその技術が時代遅れになっていたので衰退した。家電産業（1970年代に衰退が始まっていた）はダンピングなど日本の不公平な貿易慣習の餌食になった。アメリカの家電製品も品質が悪く、日本の製品に比較して技術的な革新にも欠けていた。これは冷戦によって消費者向け製品よりも防衛産業の方にアメリカの科学と技術が向けられていたことが一つの理由だった。この10年間が終わるまでにアメリカの家電産業は事実上の存在を止めた。1980年代アメリカの技術の良い面としては新興のコンピュータ産業が急成長したことだった。
アメリカ合衆国の貿易収支は次第に赤字の程度が増大した。赤字額は1980年の－131億ドルから1987年には－1,452億ドルに増大した。自動車や鉄鋼のようなアメリカ産業は海外とさらには国内市場でも新たな競合の時代に入った。レーガン政権で日本のメーカーに自発的な輸出制限を設定させ（年130万台の販売とした）、輸入トラックには25％の関税（乗用車は3％）を課したことで、アメリカの自動車産業は一息つくことになった。日本のメーカーはこれに対処するためにアメリカ国内に組立工場を設け、そうすることでアメリカ人に職を提供していると言うことも可能にした。自発的な輸出制限は自動車の販売が好調になった1985年以降に撤廃されたが、関税率は今日でも有効である。企業平均燃料節約規制が行われたことで、1980年代は小さな車が主流になり、家電製品の場合と同様に日本のメーカーは品質と技術的な洗練さでアメリカ製品を凌ぐようになった。
巨額の赤字はリンドン・ジョンソンがベトナム戦争と偉大なる社会で軍事と経済の両立政策を進め、戦後の再建が進んだG7諸国との競合が激しくなったことから持ち越された負の遺産だったが、赤字を拡大させる道を選んだのはレーガン政権だった。
レーガンが執務中に「政権の空白状態」があり、大統領の注意力が長く継続しないという告発があったが、これはおそらく党派的な攻撃では全くなかった。財務の保守派や民主党は赤字の拡大や、時には防衛費の監督不足についてレーガンを批判した。1985年1月、著名な保守派コラムニストのウィリアム・サファイアは、1980年の共和党大統領候補指名レースのときにジョージ・H・W・ブッシュがレーガンは「ブードゥー経済学」を提唱していると批判したことに触れ、「ニューヨーク・タイムズ・マガジン」の記事で、「レーガノミクスはブードゥーに悪名を与えている」と述べ、さらに「アメリカ合衆国は外国人に対する金融市場の統制力を失った」と付け加えた。
レーガンはその任期中に3人の最高裁判所判事を指名した。1人目は1981年の中道派のサンドラ・デイ・オコナーであり、最高裁判所判事としては最初の女性だった。2人目は1986年の保守派アントニン・スカリアだった。1987年に3人目を選ぶ時は論争になった。まず選んだのはダグラス・ギンスバーグだったが、学生時代にマリファナを使ったことを認め、指名を辞退した。次に選んだロバート・ボークは、エドワード・ケネディ上院議員やリベラルの活動家達から、堕胎を違法化し公民権法を蔑ろにしようとしていると攻撃されて、これも辞退した。最後は中道派のアンソニー・ケネディに落ち着いた。スカリアとケネディは2010年時点で判事職に留まっており、オコナーだけが2006年に辞任した。

### レーガンと世界

#### ラテンアメリカ、中東、東南アジアへの干渉
レーガンが国の軍事力を快復させると約束したことで、1980年代の軍事費増大により、新たな軍拡競争で米ソ間の関係は1960年代以降はなかったような緊張関係に発展していた。
レーガンの外交政策は概して成功していると考えられ、当時の国内政策に勝っていると見られていた。レーガンは冷戦に対してタカ派的アプローチを好み、特に第三世界における超大国競合においてそうだった。しかし、ベトナムにおける挫折の後で、アメリカ人はあまりに大きな軍事介入を続けることの経済と財政のコストを賄うことに次第に懐疑的になっていた。レーガン政権はこのことに対して、金も人も犠牲が大きかった朝鮮やベトナムのような大規模の作戦とは異なり、特別に訓練された内乱対策、すなわち「低強度紛争」という比較的安価な戦略を用いることで打ち勝とうとした。
中東戦争は軍事行動のもう一つの火種だった。1982年、イスラエルはパレスチナ解放機構（PLO）の殲滅を狙ってレバノンに侵攻した。しかし、イスラエル国内に政治的危機を生み、国際的非難を浴びたサブラ・シャティーラの虐殺事件の後、アメリカ軍がベイルートに進駐し、イスラエル軍を撤退させた。それ以前のレーガン政権は1982年半ばのイスラエルによるレバノン侵攻を支持する姿勢にあったが、レバノンにおけるイスラエルの敵であり、親ソビエトのシリアの影響力を抑えてもいた。しかし、敵味方が入り乱れたレバノン内戦から多国籍軍が撤退することで、レバノン国内は泥沼化した。1983年10月23日、海兵隊宿舎爆破事件で241人のアメリカ兵が殺害された。それから間もなくアメリカは残っていた1,600名の部隊を撤退させた。
ベイルートの海兵隊宿舎爆破から2日後、アメリカは『アージェント・フュリー（Urgent Fury＜押さえきれぬ怒り＞）作戦』によってグレナダに侵攻した。10月19日、南アメリカに近い小さな島国であるグレナダでは、確固としたマルクス・レーニン主義者の副首相バーナード・コアードがキューバ、ソビエト連邦など共産主義諸国との結びつき強化を求めてクーデターを起こした。レーガン政権は在グレナダのアメリカ人や西洋の医学生500人の安全確保を大義名分としてグレナダに侵攻した。『アージェント・フュリー作戦』の成功は、ベイルートでの自爆テロ事件で落ちていたアメリカ人の士気をあげ、メディアの注意をレバノンではなくグレナダの方に向けさせた。グレナダはその後の「低強度紛争」のモデルになった。その後アメリカは同じようなやり方でリビアを攻撃した。これは多くの軍人が訪れていたドイツのディスコで爆破事件があり、2人のアメリカ軍人を含む3人を殺害したことに、リビアの指導者ムアンマル・アル＝カッザーフィーが関与していたことが分かったためだった。
レーガン政権はエルサルバドル、ホンジュラスさらには程度では落ちるがグアテマラにおける軍事政権に資金や武器の供与もしていた。グアテマラは1982年から1983年に掛けて、右派軍人独裁者エフレイン・リオス・モントが支配していた。アルゼンチンの軍事政権が人権侵害していたことを前大統領のジミー・カーターが公式に非難していたことを撤回し、CIAとアルゼンチンの情報部と協業させてコントラに資金提供させた。中央アメリカ、特にエルサルバドルとニカラグアはレーガン政権の主要な関心事だった。ニカラグアではサンディニスタ民族解放戦線がアメリカに支援されていたソモサ王朝の支配を打倒していた。エルサルバドルとニカラグアは歴史的に多国籍企業や裕福な土地所有者オリガルヒ（ロシア語の新興財閥）によって支配されており、国民の大半は貧窮に喘いでいた。両国においてはマルクス主義者が支配的な革命指導者が小作農民からの支持を得るようになっていた。
1982年、CIAはアルゼンチンの国家情報機関の援助を得て、ニカラグアでコントラと呼ばれる右派民兵組織を結成させ財政援助した。この計画の秘密資金の出所を洗うことで、イラン・コントラ事件の暴露に繋がった。1985年、レーガンはレバノンにおけるアメリカ人捕虜を解放しようとして失敗した中で、イランに対する武器販売を承認した。レーガンは後に、その部下達が利益をコントラに違法に横流ししていたことを無視していたと告白した。国家安全保障担当補佐官ジョン・M・ポインデクスターの副官で海兵中佐のオリバー・ノースがその非難の大半を浴びることになった。このスキャンダルの結果、1986年にレーガンの支持率は急落し、その判断力を深刻に疑うアメリカ人が増え始めた。レーガンは政権最後の2年間でその人気を快復したものの、1985年に得ていたような支持率にまで戻すことはできなかった。1986年の中間選挙では民主党が予想通り議会の多数派を取り戻した。一方オリバー・ノースは1987年の議会聴聞の間、短期間の有名人になった。
ブラックアフリカ（サハラ砂漠より南のアフリカ）においては、アパルトヘイトを実施していた南アフリカの支援により、内戦下にあったモザンビークとアンゴラで、実質的にキューバとソビエト連邦に支援されたマルクス・レーニン主義者のモザンビーク解放戦線とアンゴラ解放人民運動を転覆させる試みもおこなった。レーガン政権はモザンビークではモザンビーク民族抵抗運動にアンゴラではアンゴラ全面独立民族同盟に肩入れし、秘密の軍事と人的支援を行った。
アフガニスタンでは、ソビエトによる代理政権に対抗するムジャーヒディーンに積極的な軍事と人的支援を行い、携行地対空ミサイルのスティンガーミサイルを供与した。アメリカの同盟国であるサウジアラビアやパキスタンも反乱軍に少なからぬ支援を行った。ソビエト連邦共産党書記長のミハイル・ゴルバチョフはアフガニスタンにおける自国の関与を次第に減じ、最終的には泥沼化していた対ゲリラ戦争から撤退した。
レーガンはまた、カンボジアでベトナムが樹立したヘン・サムリン共産主義政権（後にはフン・セン）への反対を表明した。ヘン・サムリンは大量虐殺を行ったクメール・ルージュ政権をベトナム軍と共に放逐していた。レーガン政権は共和派クメール民族解放戦線と王党派のフンシンペックによる反乱に対して軍事と人的支援を承認した。また国際連合では民主カンボジア連合政権（クメール民族解放戦線とフンシンペックおよびクメール・ルージュの三派連合）の代表権継続を支持し、ベトナムが後ろ盾になったカンプチア人民共和国を承認しなかった。
さらにフィリピンでは、熱烈な反共主義者で独裁者のフェルディナンド・マルコス大統領支援を続けた。婦人有権者同盟が主催した1984年大統領候補討論会では、レーガンが「私はフィリピンでは民主主義の権利という立場から見て良くないと思われるものがあることは知っているが、それに代わるものがあるだろうか？大きな共産主義の動きがある。」と言ってマルコス支持を説明した。これは当時のフィリピンで共産主義者ゲリラの活動が行われていたことに言及したものだった。アメリカはフィリピンに軍事的な戦略価値を認めており、マルコス政権はアメリカ海軍基地を国内において置く合意を覆さないことが分かっていた。マルコスは1986年にコラソン・アキノが指導した大半が平和的なエドゥサ革命によって失脚した。
レーガンの国際連合に対する政策は非協力であり、1985年から1987年に掛けてアメリカ合衆国がユネスコから撤退し、国連への拠出金を慎重に差し控えるようになった時がその頂点だった。アメリカの政策立案者達はこの戦術が国連への影響力を強める有効な方法だったと考えている。アメリカは国連との関係を修復するために拠出金保留政策を撤廃したが、このために国連に対して大きな負債が蓄積されることになった。

#### 冷戦の終結
レーガン政権はソビエト連邦に対して強硬路線を採用していた。その1期目にはライバルを「悪の帝国」と呼んで攻撃した。ソ連によるアフガニスタン侵攻に続いて「デタント」政策を公式に終わらせたのはジミー・カーターだったが、1980年代初期に東西緊張関係はキューバミサイル危機以来の高みに達した。戦略防衛構想はレーガン時代の米ソ関係悪化の中で生まれた。当時の大衆はこれを「スター・ウォーズ」と呼んだが、飛び来るソビエトのミサイルを打ち落とすことの出来るミサイル防衛システムに巨額の研究費が掛けられ、相互確証破壊の可能性を排除することが目指された。
ソ連はレーガンが1981年に就任する前に、1976年にはその社会主義同盟国ベトナムが統一を成し遂げ、東南アジア、ラテンアメリカおよびアフリカで社会主義革命の連鎖が起こるなど、国際的な場面で大きな成果を挙げていたが、1960年代と1970年代に第三世界諸国との結び付きを強めたことはアメリカに対する絶対的な弱さを隠していたに過ぎなかった。ソ連の経済は構造的に厳しい問題に苦しんでいた。1964年から1982年に掛けての改革は滞り、消費財の供給不足はさらに周知の事実になっていた。
東西緊張関係はミハイル・ゴルバチョフの登場後に急速に緩和された。1982年以降にソ連の古い指導者3人が続けて死に（レオニード・ブレジネフ、ユーリ・アンドロポフ、コンスタンティン・チェルネンコ）、ソビエト政治局は1985年にゴルバチョフをソビエト共産党の指導者に選び、新しい世代の指導者の時代を画することになった。ゴルバチョフの下で比較的若い世代の改革を指向する官僚が急速に権力を掌握し、政治と経済の自由化の新しい機運を与え、西側との友好的な関係を築き貿易を行うべく推進力となった。
ゴルバチョフは「ペレストロイカ」政策を進め、消費財の生産を高めるために戦ったが、一方で冷戦時代の軍拡競争、また片方では社会主義同盟国が期待を増すようになっていた莫大な対外支援と軍事援助という双子の重荷の中では不可能だった。アメリカは軍拡が莫大な重荷になるとレーガン政権が警告していたことを、ゴルバチョフの下のソビエト政治指導者達は次第に認めるようになった。ソ連は既に防衛のために巨大な予算を費やしており、戦略防衛構想に対抗するものを開発することは、その経済では到底なしえない事態になっていた。ソビエト連邦の選んだ道はアメリカ合衆国と妥協し、経済を立て直し（ペレストロイカ）、国内の民主化を進める（グラスノスチ）ことであり、それが結果的にゴルバチョフにとっては中央のコントロールを確保することを不可能にした。この後レーガン政権のタカ派は、増大するアメリカの防衛予算から逃れようとすることが改革のもう一つの推進力になったと論じてきた。
冷戦時代に世界が対立する2つの陣営に分かれていたことは、北大西洋条約機構に加盟する西ヨーロッパ諸国だけでなく、開発途上の多くの国を広く拡散した同盟にまとめることに貢献していた。しかし1980年代後半からは東ヨーロッパのワルシャワ条約機構諸国の政権が急速に崩壊を始めた。1989年の「ベルリンの壁崩壊」は東欧共産主義政権の凋落を象徴する出来事となった。1980年代後半、1987年の中距離核戦力全廃条約とソ連軍のアフガニスタンさらにはキューバやアンゴラからの撤退によって、米ソ関係は著しく改善された。
これらワルシャワ条約機構諸国と同じ時代にアメリカの支援で民主化を進めていたチリや大韓民国のような弾圧的政権に支持を与える合理性は、このような展開下では無くなっていた。アメリカの政治解説者の中には、冷戦時の2つの超大国間の関係良化が、アメリカの軍事費を削る「平和の配当」に導くことになると考える者もいた。しかしこの考え方は湾岸戦争の勃発とともに政治的議論の場を失った。レーガンの後任、ジョージ・H・W・ブッシュは「新しい世界秩序...テロの恐怖からの解放、より強力な正義の追求、さらなる平和の追求、東と西、北の南の世界の国々が調和を保って繁栄し生きて行ける時代」の出現を訴えた。
バルト三国における独立を求めた愛国主義者の扇動によって先ずリトアニア、続いてエストニアとラトビアがソビエト連邦からの独立を宣言した。1991年、ソビエト連邦は解体され、15の構成要素に分かれた。冷戦が終わり、ユーゴスラビアやソマリアの政権が崩壊した後に生じた空白によって、権威主義者の長年の支配下で埋もれていた敵意が表面に出るか、再開された。アメリカの大衆、さらには政府の中であっても、アメリカの関心にはほとんどあるいは全く繋がらない地域紛争に介入することを躊躇する向きはあったが、これらの紛争は共産主義が強い脅威ではなくなった時代の西側同盟関係を更新する基盤となった。ビル・クリントン大統領はその就任演説で、「今日、古い秩序が去り、新しい世界は前より自由だが安定はしていない。共産主義の崩壊は古い敵意を呼び出し、新しい危険性を生じさせた。アメリカは明らかにこれまでなしてきたように世界を導き続けなければならない。」と語った。
冷戦終結以降、アメリカは冷戦時の制度構造、特にNATOを再活性化し、さらには国際通貨基金や世界銀行のような多国間制度を再編することを求め、そのことによって地球規模の経済改革を促進しようとした。NATOは当初ハンガリー、ポーランドおよびチェコ共和国を加盟させて拡大し、その後もさらに東方に進んだ。さらにアメリカの政策は、1994年に効力を発揮した北アメリカ自由貿易協定（NAFTA)で謳っている新自由主義「ワシントン合意」を強調するようになった。
アメリカ合衆国はテロを支援したり、大量破壊兵器を拡散することに関わったり、あるいは重大な人権侵害を行う国に経済制裁を発動することが多くなった。この動きには、1989年の六四天安門事件で大衆を武力弾圧した中華人民共和国に対する武器販売に課した禁輸措置や、イラクがクウェートに侵攻した後で課した制裁措置のように合意を得るものもある。しかしイランやキューバに課したような多国間制裁に関しては限定的であり、アメリカの国内法を侵犯した外資企業を罰するために連邦議会が新しい法を課すことになった。
国際政治学者サミュエル・P・ハンティントンは1999年に「フォーリン・アフェアーズ」誌に寄せた論文で、この冷戦後の世界の状況を強化するために次のように記した。
アメリカの政策に関する別の影響力ある解説者マックス・ブートは、冷戦後のアメリカ合衆国の大変大望ある目標について次のように論じている。
さらに次のようにも付け加えている。

## ジョージ・H・W・ブッシュ政権

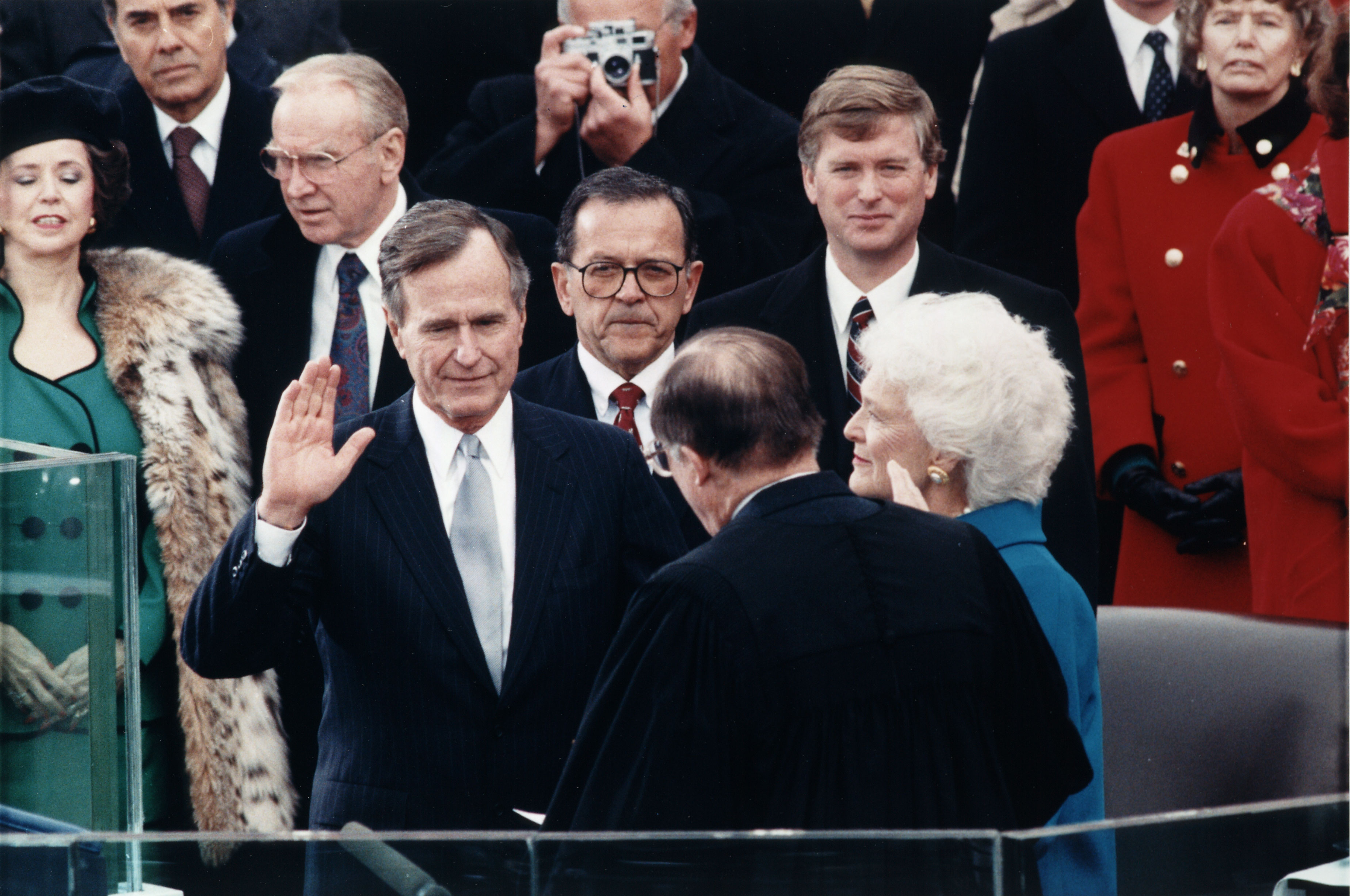
就任宣誓するジョージ・H・W・ブッシュ

共和党の大統領ロナルドー・レーガンの下で8年間副大統領を務めたジョージ・H・W・ブッシュが、1988年アメリカ合衆国大統領選挙で民主党のマサチューセッツ州知事マイケル・デュカキスを破って大統領に当選した。